# Leucophenga nigriceps
Leucophenga nigriceps är en tvåvingeart som beskrevs av Toyohi Okada 1966. Leucophenga nigriceps ingår i släktet Leucophenga och familjen daggflugor. Inga underarter finns listade i Catalogue of Life.